# Устянська Галина Андріївна
Устя́нська Гали́на Андрі́ївна (нар. 15 червня 1926, село Чаусове, тепер Первомайського району Миколаївської області) — працівник сільського господарства України, знана доярка, депутат Верховної Ради Української РСР 8-го та 9-го скликань.

## Біографія
Народилась у селянській родині. Безпартійна. 
Трудову діяльність розпочала в місцевому колгоспі у 1944 році. З 1956 року — доярка колгоспу «Перемога» села Чаусове Первомайського району Миколаївської області.
Потім — на пенсії у селі Чаусове Первомайського району Миколаївської області.

## Громадська діяльність
У 1971 році обрана депутатом Верховної Ради Української РСР 8-го скликання.
У 1975 році повторно обрана депутатом Верховної Ради Української РСР 9-го скликання.

## Нагороди
За високі показники в роботі нагороджена орденами Леніна, Трудового Червоного Прапора, Трудової Слави 3-го ступеня, медаллю.